# バーモント国際彫刻シンポジウム
バーモント国際彫刻シンポジウム は、アメリカ合衆国での第一回国際彫刻シンポジウムとして、1968年の夏にバーモント州で開催された。

## 国際彫刻シンポジウム
国際彫刻シンポジウムは、1968年7月から9月の間バーモント州のプロクターのバーモントマーブル社の敷地内で行われた。 同社の石切り場から大理石を運んで彫刻家達に提供した。ヨーロッパ彫刻シンポジウムの彫刻家達は、過去8年間にドイツ、オーストリア、スロベニア、イスラエル、そして日本で同様のシンポジウムを開催していた。
バーモントマーブル社が大理石、器具、会場を、米国芸術基金が旅費または雑費を提供した。このプロジェクトはバーモントカウンシルの芸術部門がコーディネイトし、彫刻家でバーモント大学の助教授であるポール・アスケンバックの支持の元で行われた。
このシンポジウムでの重要な意義は、国際彫刻家が共に創作し、個々の技術や問題点について意見交換するのによい機会であった。

## シンポジウム参加者と作品
出典：
- カール・プラントル -　オーストリア
- ビクター・ロジー -　オーストリア
- 水井康雄 (日本出身) - フランス　「３つの軌跡」　[3]
- 新妻実　（日本出身） -　アメリカ[4]
- フィリップ・バビア -　アメリカ
- ケネス・キャンベル -　アメリカ
- ハーバート・バウマン　- ドイツ
- エリック・レイスケ　- ドイツ
- バルナ・ボン・サルトリ 　- ドイツ
- ヤネズ・レナッシ　- スロベニア